# Terremoto del Gargano del 1646
Il terremoto del Gargano del 1646 è stato un evento sismico che colpì il promontorio del Gargano con epicentro localizzato nella Foresta Umbra, tra i cinque centri abitati di Vico del Gargano, Ischitella, Carpino, Monte Sant'Angelo e Vieste (si noti che all'epoca Mattinata era una semplice frazione rurale di Monte Sant'Angelo). La scossa principale (di magnitudo Richter 6.3) si verificò prima dell'alba, attorno alle ore 4:30, e fu seguita da altri eventi più o meno forti, mentre non pare che vi fossero state scosse premonitrici.

## Danni e vittime
I danni che causò questo sisma furono assai rilevanti, con crolli diffusi non solo nei cinque comuni epicentrali ma anche a Peschici, Rodi e Cagnano Varano, mentre a Manfredonia si registrarono principalmente danni alle chiese (ivi compresa la cattedrale), conventi e palazzi. Il promontorio del Gargano risultò così disastrato quasi per intero, ma taluni crolli parziali furono registrati anche nel Tavoliere (ad esempio a Foggia, ove vi furono due vittime), nelle isole Tremiti, nel Subappennino dauno e perfino a Canosa di Puglia, distante circa 60 km dall'epicentro. Le acque del lago di Varano furono rigettate sulle aree agricole situate alle falde di Carpino, mentre le navi in mare risentirono di alcune onde anomale, non configurabili però come maremoto. Incerto invece il numero totale delle vittime, comunque nell'ordine delle centinaia e forse prossimo al migliaio. Il sisma fu avverito anche a Bari, Napoli e Montecassino; tuttavia in tali località vi furono solo scene di panico tra la popolazione, ma non si registrarono danni.

## Precedenti
Quasi 19 anni prima un evento sismico ancora più violento (magnitudo Richter 6.7), il terremoto della Capitanata del 1627, aveva già colpito il promontorio avendo però come epicentro l'estremo margine occidentale del Gargano e provocando così i suoi massimi effetti distruttivi soprattutto tra l'alto Tavoliere e la costa medio-adriatica, ove si verificò anche un maremoto.